# Bradlecká Lhota
Pour les articles homonymes, voir Lhota.
Bradlecká Lhota (en allemand : Lhota Bradletz) est une commune du district de Semily, dans la région de Liberec, en Tchéquie. Sa population s'élevait à 238 habitants en 2021.

## Géographie
Bradlecká Lhota se trouve à 14 km au sud-sud-est de Semily, à 40 km au sud-est de Liberec et à 83 km au nord-est de Prague.
La commune est limitée par Lomnice nad Popelkou au nord, par Syřenov au nord et à l'est, par Soběraz et Železnice au sud, et par Kyje à l'ouest.

## Histoire
La première mention écrite du village date de 1395.

## Galerie

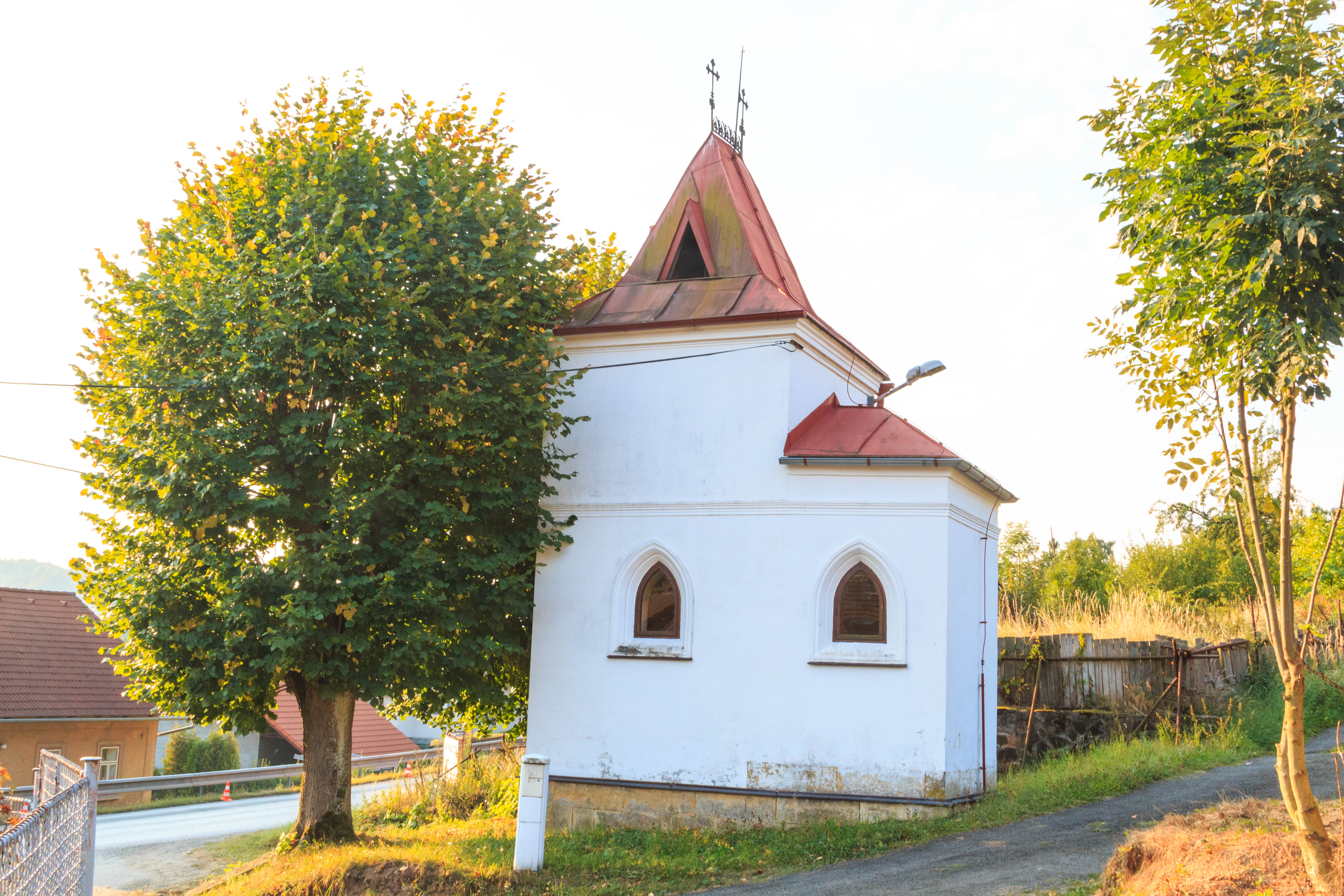
Chapelle Sainte-Ludmila.
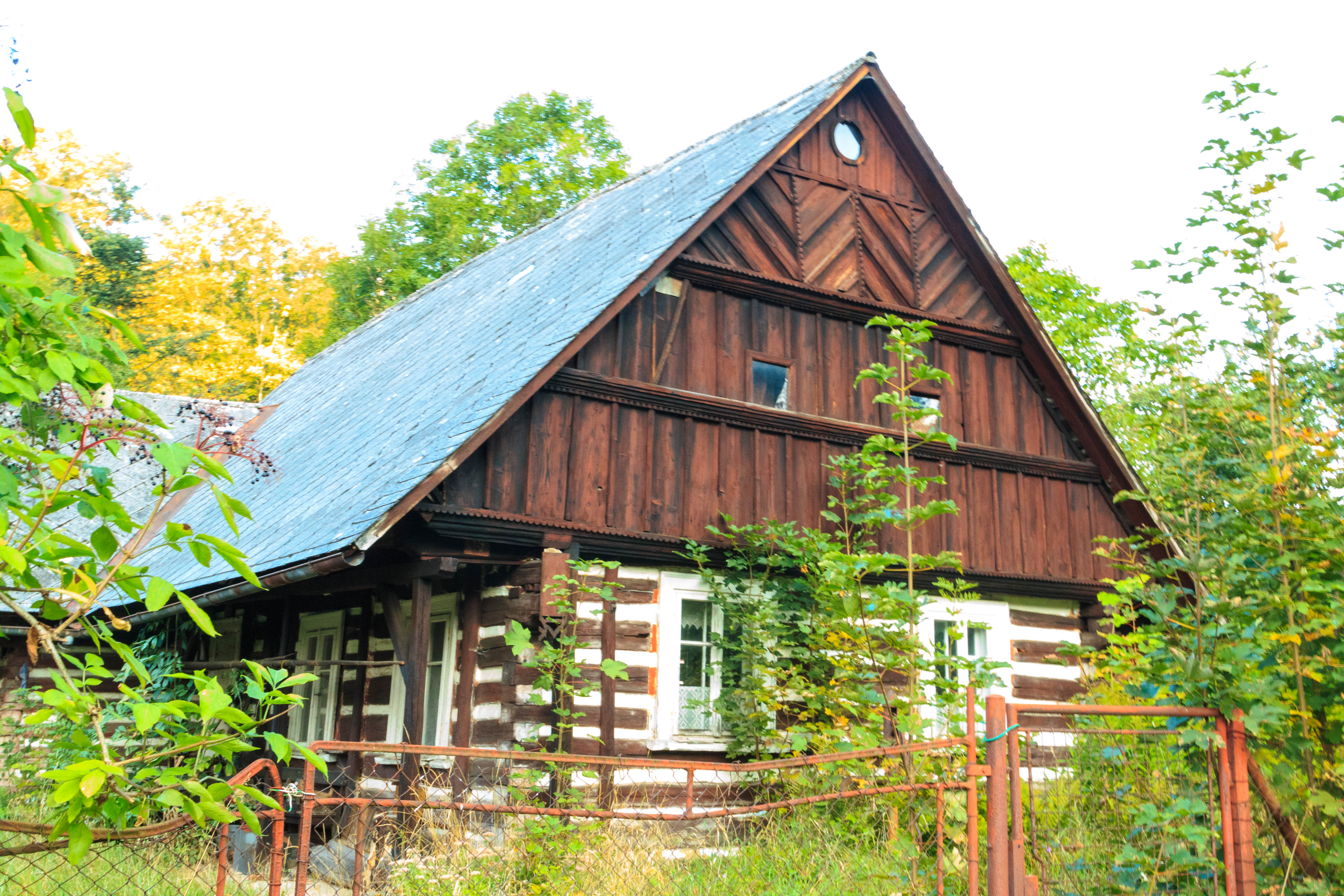
Architecture traditionnelle.

## Transports
Par la route, Bradlecká Lhota se trouve à 5 km de Lomnice nad Popelkou, à 20 km de Semily, à 49 km de Liberec et à 105 km de Prague.